# Anita F. Cholewa
Anita F. Cholewa (1953 ) es una botánica estadounidense, experta en la identificación de plantas y de partículas (forense) del norte de EE. UU., incluyendo plantas ornamentales, y ha trabajado exitosamente con materiales frescos o secos. Se desempeña como curadora en el "Museo Bell de Historia natural, de la Universidad de Minnesota.
Obtuvo el Ph.D. en botánica; y el M.S. en ecología forestal, por la Universidad de Idaho.

## Algunas publicaciones
- anita f. Cholewa; douglass m. Henderson. 1984. Primula alcalina (Primulaceae): A new species from Idaho. Brittonia 36 (1) : 59-62
- -----; -----. 1985. Notes and lectotypification of some type specimens of Sisyrinchium (Iridaceae) . Brittonia 37 (2) : 163-164
- -----; gregory k. Brown. 1985. Commentary on Compactorization in Herbaria: A Fifth Case Study. Taxon 34 ( 3) : 464-467
- -----. 2002. Annotated Checklist of the Flora of Minnesota. Ed. Bell Museum of Natural History

### Libros
- daniel f. Austin; anita f. Cholewa, rita b. Lassiter, bruce f. Hansen. 1987. The Florida of John Kunkel Small, his species and types, collecting localities, bibliography, and selected reprinted works. Contributions from the New York Botanical Garden vol. 18. iii, 325 pp. ISBN 0-89327-318-X
- anita f. Cholewa; David Biesboer. Native Plants Field Guide Available. Common Plants of Itasca State Park

- La abreviatura «Cholewa» se emplea para indicar a Anita F. Cholewa como autoridad en la descripción y clasificación científica de los vegetales.[3]